# Élections fédérales canadiennes de 1974
Les élections fédérales canadiennes de 1974 se déroulent le 8 juillet 1974 afin d'élire les députés de la trentième législature de la Chambre des communes du Canada. Le Parti libéral du Canada est reconduit au pouvoir avec son premier gouvernement majoritaire depuis 1968, donnant un troisième mandat au premier ministre Pierre Elliott Trudeau. Le Parti progressiste-conservateur de Robert Stanfield obtient de bons résultats au Canada atlantique et dans l'Ouest canadien, mais l'appui de l'Ontario et du Québec aux libéraux assure un mandat majoritaire à ces derniers.

## Contexte
Un enjeu central de l'élection est le contrôle de l'inflation, qui monte en flèche. Stanfield propose un « gel de 90 jours des prix et des salaires » pour briser le momentum de l'inflation. Trudeau, qualifiant cette politique d'intrusion sur les droits des entreprises et employés de déterminer ou de négocier leurs propres prix et salaires, la ridiculise avec la phrase « Zap ! Vous êtes gelés ! ». Pourtant, en 1975, Trudeau introduit son propre système de contrôle des prix et salaires, sous contrôle du « Conseil anti-inflation ».
Le Nouveau Parti démocratique, dirigé par David Lewis, perd moins de deux points et demi de pourcentage dans les suffrages en comparaison avec l'élection précédente, mais perd tout de même près de la moitié de ses sièges aux Communes.
Le Parti Crédit social du Canada, mené par Réal Caouette, continue à perdre du terrain, tombant à 11 sièges, soit un de moins qu'il n'en faut pour obtenir le statut de parti officiellement reconnu à la Chambre des communes (ainsi que les fonds de recherche associés à ce statut et le droit de siéger dans les comités de la Chambre des communes). Toutefois, le gouvernement libéral accorde exceptionnellement le statut officiel au Crédit social ; ils croient que les appuis des créditistes se font principalement aux dépens des progressistes-conservateurs, et qu'il est donc dans leur intérêt de continuer à encourager la division du vote.
Un siège au Nouveau-Brunswick est remporté par le candidat indépendant Leonard Jones. Ancien maire de Moncton, Jones avait remporté la nomination du Parti progressiste-conservateur, mais le chef du parti Robert Stanfield refuse de signer l'investiture de Jones parce que ce dernier s'oppose fortement au bilinguisme officiel, une position contraire à celle du parti. Jones se présente alors en tant qu'indépendant et est élu. Après l'élection, le chef créditiste Caouette invite Jones à se joindre au caucus de son parti ; avec un membre de plus, le parti serait qualifié pour le statut officiel de parti. Caouette justifie l'invitation en disant que Jones est d'accord avec l'éducation bilingue au niveau primaire. Jones refuse l'invitation de Caouette et siège en tant qu'indépendant.

## Résultats

### Dans le pays
|                                                                                 |                           |                        |                     |        |             |        |           |               |         |         |
| Parti                                                                           | Parti                     | Chef                   | Nombre de candidats | Sièges | Sièges      | Sièges | Sièges    | Voix          | Voix    | Voix    |
| Parti                                                                           | Parti                     | Chef                   | Nombre de candidats | 1972   | Dissolution | Élus   | % Diff.   | nombre absolu | %       | Diff.   |
|                                                                                 | Libéral                   | Pierre Elliott Trudeau | 264                 | 109    | 109         | 141    | +29,4 %   | 4 102 853     | 43,15 % | +4,73 % |
|                                                                                 | Progressiste-conservateur | Robert Stanfield       | 264                 | 107    | 106         | 95     | -11,2 %   | 3 371 319     | 35,46 % | +0,44 % |
|                                                                                 | NPD                       | David Lewis            | 262                 | 31     | 31          | 16     | -48,4 %   | 1 467 748     | 15,44 % | -2,40 % |
|                                                                                 | Crédit social             | Réal Caouette          | 152                 | 15     | 15          | 11     | -26,7 %   | 481,231       | 5,06 %  | -2,49 % |
|                                                                                 | Indépendant               | Indépendant            | 63                  | 1      | -           | 1      | -         | 38 745        | 0,41 %  | -0,18 % |
|                                                                                 | Inconnu                   | Inconnu                | 28                  | -      | -           | -      | -         | 17 124        | 0,18 %  | -0,15 % |
|                                                                                 | Marxiste-léniniste        | Hardial Bains          | 104                 |        |             | -      |           | 16,261        | 0,17 %  |         |
|                                                                                 | Communiste                | William Kashtan        | 69                  |        |             | -      |           | 12 100        | 0,13 %  |         |
|                                                                                 | Aucune appartenance       | Aucune appartenance    | 3                   | 1      | 1           | -      | -100 %    | 551           | 0,01 %  | -0,24 % |
|                                                                                 | Vacant                    | Vacant                 | Vacant              | Vacant | 2           |        |           |               |         |         |
| Total                                                                           | Total                     | 1,209                  | 264                 | 264    | 264         | -      | 9 507 932 | 100 %         |         |         |
| Sources : http://www.elections.ca - Historique des circonscriptions depuis 1867 |                           |                        |                     |        |             |        |           |               |         |         |

Note :
- « % change » indique le changement depuis l'élection précédente

### Par province
| Parti                                 | Parti                     | Parti          | C-B  | AB   | SK   | MB   | ON   | QC   | N-B  | N-É  | ÎPE  | TNL  | TNO  | YK   | Total |
| ------------------------------------- | ------------------------- | -------------- | ---- | ---- | ---- | ---- | ---- | ---- | ---- | ---- | ---- | ---- | ---- | ---- | ----- |
|                                       | Libéral                   | Sièges :       | 8    | -    | 3    | 2    | 55   | 60   | 6    | 2    | 1    | 4    | -    | -    | 141   |
|                                       | Libéral                   | Voix (%) :     | 33,8 | 24,8 | 30,7 | 27,4 | 45,1 | 54,1 | 47,2 | 40,7 | 46,2 | 46,7 | 24,7 | 33,5 | 43,2  |
|                                       | Progressiste-conservateur | Sièges :       | 13   | 19   | 8    | 9    | 25   | 3    | 3    | 8    | 3    | 3    | -    | 1    | 95    |
|                                       | Progressiste-conservateur | Voix (%) :     | 41,9 | 61,2 | 36,4 | 47,7 | 35,1 | 21,2 | 33,0 | 47,5 | 49,1 | 43,6 | 33,2 | 47,1 | 35,5  |
|                                       | NPD                       | Sièges :       | 2    | -    | 2    | 2    | 8    | -    | -    | 1    | -    | -    | 1    | -    | 16    |
|                                       | NPD                       | Voix (%) :     | 23,0 | 9,3  | 31,5 | 23,5 | 19,1 | 6,6  | 8,7  | 11,2 | 4,6  | 9,5  | 42,1 | 19,5 | 15,4  |
|                                       | Crédit social             | Sièges :       | -    | -    | -    | -    | -    | 11   | -    | -    |      | -    |      |      | 11    |
|                                       | Crédit social             | Voix (%) :     | 1,2  | 3,4  | 1,1  | 1,1  | 0,2  | 17,1 | 2,9  | 0,4  |      | 0,1  |      |      | 5,1   |
|                                       | Indépendant               | Sièges :       | -    | -    | -    | -    | -    | -    | 1    |      |      | -    |      |      | 1     |
|                                       | Indépendant               | Voix (%) :     | 0,1  | 0,2  | 0,1  | 0,1  | 0,1  | 0,3  | 8,1  |      |      | 0,1  |      |      | 0,4   |
| Total sièges :                        | Total sièges :            | Total sièges : | 23   | 19   | 13   | 13   | 88   | 74   | 10   | 11   | 4    | 7    | 1    | 1    | 264   |
| Partis n'ayant remporté aucun siège : |                           |                |      |      |      |      |      |      |      |      |      |      |      |      |       |
|                                       | Inconnu                   | Voix (%) :     | xx   | 1,0. |      | 0,1  | 0,1  | 0,3  |      |      | 0,1  |      |      |      | 0,2   |
|                                       | Marxiste-léniniste        | Voix (%) :     | 0,1  | 0,1  | 0,1  | 0,1  | 0,1  | 0,4  | xx   | 0,1  |      |      |      |      | 0,2   |
|                                       | Communiste                | Voix (%) :     | 0,3  | 0,1  | 0,1  | 0,1  | 0,1  | 0,1  |      |      |      |      |      |      | 0,1   |
|                                       | Aucune appartenance       | Voix (%) :     |      |      |      |      | xx   | xx   |      |      |      |      |      |      | xx    |

Notes :
- xx : moins de 0,05 % des voix
- Nombre de partis : 6
- Première participation : Parti marxiste-léniniste du Canada
- Dernière participation : aucun